# Croton lawianus
Croton lawianus är en art av släktet Croton och familjen törelväxter i Indien.